# Charles Lennox (2e duc de Richmond)
Pour les articles homonymes, voir Charles Lennox et Lennox.
Charles (II) Lennox (18 mai 1701 à Goodwood, Sussex – 8 août 1750 à Godalming, Surrey), 2e duc de Richmond et 2e duc de Lennox, est le fils de Charles (Ier) Lennox, 1er duc de Richmond et un petit-fils du roi Charles II.
Il occupe plusieurs postes dans le cadre de ses hautes fonctions, mais il est surtout connu pour son haut patronage de cricket, aux débuts de ce sport.

## Biographie
Lennox est créé comte de March à sa naissance en 1701 comme héritier du titre de duc de son père. Il hérite également de son père l'amour du sport, notamment le cricket. Il a un grave accident, à 12 ans, quand il tombe de cheval lors d'une chasse, mais il récupère et il ne se détourne pas de l'équitation.
March conclut un mariage arrangé en décembre 1719, âgé d'à peine de 18 ans, et son épouse, Lady Sarah Cadogan a juste 13 ans. Ils se marient à La Haye.
En 1722, March devient membre du Parlement de Chichester, en tant que premier membre avec sir Thomas Miller comme son second. Il abandonne le poste après la mort de son père en mai 1723, et lui succède en tant que 2e duc de Richmond.

### Carrière dans la pairie
Richmond obtient de nombreux titres, notamment chevalier de l'Ordre de la Jarretière (KG), Ordre du Bain (KCB), conseiller privé (PC) et Membre de la Royal Society (FRS).
Il sert comme gentilhomme de la Chambre du roi George II de 1727 et, en 1735, il est nommé maître de la cavalerie.
Il est élu comme Fellow de la Royal Society le 6 février 1724. Plus tard cette même année, il suit son père, le 1er duc, dans la franc-maçonnerie et débute un apprentissage de Grand Maître Maçon, peu de temps après la formation de la Grande Loge d'Angleterre. Son père a été un maître maçon à Chichester en 1696.
Richmond est l'un des gouverneurs de fondation de l'hôpital hospice de Londres, qui reçoit sa charte royale de George II en 1739. L'hospice est un organisme de bienfaisance dédié à sauver des enfants abandonnés de Londres. Le duc et la duchesse prennent un grand intérêt dans le projet. Le duc assiste aux réunions du comité, et les deux participent au baptême et à la désignation des premiers enfants acceptés par l'hôpital en mars 1741.
Richmond est également lieutenant général dans l'armée britannique, et sert sous le célèbre duc de Cumberland dans la campagne de Hanovre contre la rébellion jacobite en 1745.
Richmond décède le 8 août 1750 à Godalming, et est enterré dans la cathédrale de Chichester. Sa femme Sarah lui survit une seule année.

### Famille et descendance
Son épouse, Lady Sarah Cadogan (1706-1751), fille de William Cadogan (1er comte Cadogan), mariée le 4 décembre 1719 à La Haye, Pays-Bas, donne le jour à douze enfants, dont plusieurs morts dans l'enfance. Les enfants qui ont survécu à l'âge adulte sont :
- Lady Georgiana Caroline Lennox (1723-1774) : mariée à Henry Fox, 1er baron Holland, avec descendance ;
- Lady Emily Lennox (1731-1814) : d'abord mariée à James FitzGerald (1er duc de Leinster), avec descendance, et en deuxièmes noces avec William Ogilivie, avec descendance ;
- Charles (III) Lennox, 3e duc de Richmond (1735 - 29 décembre 1806) ;
- Général Lord George Lennox (1738-1805) : père entre autres enfants de Charles (IV) Lennox (4e duc de Richmond), père lui-même de Charles Gordon-Lennox (5e duc de Richmond) (Lady Diana est dans sa descendance) ;
- Lady Louisa Lennox (1743-1821) : mariée à Thomas Connolly, sans descendance ;
- Lady Sarah Lennox (1745-1826) : d'abord mariée à sir Charles Bunbury, 6e baronnet (descendance : pas par son mari, mais par son amant Lord William Gordon), et en deuxièmes noces à George Napier, dont descendance ;
- Lady Cecily Lennox (20 mars 1750-1769).